# Kaylee Defer
Kaylee DeFer, née le 23 septembre 1986 à Tucson dans l'Arizona, est une actrice américaine. Elle est principalement connue pour ses rôles d'Hillary Gold dans La Guerre à la maison et d'Ivy Dickens dans Gossip Girl.

## Biographie
En 2003, Kaylee Defer emménage à Los Angeles pour poursuivre sa carrière d'actrice.
Elle est apparue à la télévision avant de décrocher un rôle dans le film Underclassman avec Nick Cannon. Elle joue aussi dans le film Flicka aux côtés de Tim McGraw. Elle apparaît aussi sous les traits de Hillary Gold dans la série télévisée américaine de la FOX, La Guerre à la maison.

## Vie privée
En 2013, elle a annoncé qu'elle était enceinte de son premier enfant avec son petit-ami, le musicien Michael Fitzpatrick. Le couple a trois garçons : Theodore Ignatius (né le 20 septembre 2013) , Sebastian Danger (né le 11 avril 2017) et Rémy Lincoln (né le 26 mai 2019).

## Filmographie

### Cinéma
- 2005 : Underclassman : Des
- 2006 : Flicka : Miranda Koop
- 2011 : Red State : Dana
- 2011 : In My Pocket : Molly
- 2011 : Renegade : Mattie Springer
- 2013 : Darkroom : Michelle

### Télévision
- 2004 : Drake et Josh : Une fille
- 2004 : North Shore : Hôtel du Pacifique : Emily
- 2004 : Les Quintuplés : Stephanie
- 2004-2005 : La Famille Carver : Scarlett
- 2005 : Listen Up! : Brooke
- 2005-2007 : La Guerre à la maison : Hillary Gold
- 2007 : Shark : Katie Dobbs
- 2008 : Les Griffin : Dakota (voix)
- 2009 : Ghost Whisperer : Angie Halsenback (saison 4, épisode 12 : Souvenirs de jeunesse)
- 2009 : Bones : Tory Payne (saison 5, épisode 9 : L'Écran de la mort)
- 2010 : Les Experts : Miami : Veronica (saison 8, épisode 184 : L'Ennemie commune)
- 2010 : How I Met Your Mother : La petite amie de Cindy (2 épisodes)
- 2011 : Gossip Girl : Charlotte « Charlie » Rhodes/Ivy Dickens
- 2011 : Friends with Benefits : Mary Webbe
- 2012 : Trafic de femmes (Téléfilm) : Rebecca White

## Voix françaises
En France, Caroline Pascal est la voix française régulière de Kaylee depuis 2005.
Caroline Pascal dans :
- La Guerre à la maison (série télévisée)
- Gossip Girl (série télévisée)
- Trafic de femmes (téléfilm)

et aussi
Delphine Chauvier dans :
- Flicka

Barbara Tissier dans :
- Ghost Whisperer (série télévisée)